# Per Holm (riksdagsman)
Per Holm, född 23 april 1843 i Norbergs församling, Västmanlands län, död där 9 augusti 1896, var en svensk bergsman och riksdagsman. Han var riksdagsledamot i andra kammaren 1885–1896, invald i Västmanlands norra domsagas valkrets.